# 二氟化氡
二氟化氡（RnF2）为氡的一种氟化物。
氡与氟在加热下反应，或氡与某些含氟化合物（如三氟化溴、五氟化溴、三氟化氯）在低温或室温下反应，得到不挥发的产物，蒸干后得到固体产物。其具体组成不是很清楚，据认为是二氟化氡。此外可能还有微量的四氟化氡。
氟化氡的稳定性很高（不考虑氡的衰变），要在500°C时才能被氢气还原为氡。但在酸性或碱性溶液中，它会完全水解，产生氡而不在溶液中留下任何氡化合物。